# Erzsébet Gulyás-Köteles
Erzsébet Gulyás-Köteles (Boedapest, 3 november 1924 - Boedapest, 16 juni 2019) was een Hongaars turnster.
Gulyás Köteles nam driemaal deel aan de Olympische Zomerspelen. Tijdens deze drie spelen won Gulyás Köteles telkens de zilveren medaille in de landenwedstrijd, in 1952 won zij ook de bronzen medaille in de landenwedstrijd draagbaar gereedschap en het hoogtepunt was het winnen van de gouden medaille in de landenwedstrijd draagbaar gereedschap. Gulyás Köteles haar beste prestatie individueel was de vierde plaats op vloer in 1952.

## Resultaten

### Olympische Zomerspelen
| Jaar | Plaats    | Resultaten                                                                                                   |
| ---- | --------- | --- |
| 1948 | Londen    | in de landenwedstrijd                                                                                        |
| 1952 | Helsinki  | in de landenwedstrijd in de landenwedstrijd draagbaar gereedschap 12e in de meerkamp 4e op vloer 11e op balk |
| 1956 | Melbourne | in de landenwedstrijd draagbaar gereedschap in de landenwedstrijd 18e in de meerkamp                         |

1952: Evy Berggren, Vanja Blomberg, Ann-Sofi Colling, Karin Lindberg, Hjördis Nordin, Göta Pettersson, Gun Röring, Ingrid Sandahl ·
1956: Andrea Bodó, Erzsébet Gulyás, Ágnes Keleti, Alíz Kertész, Margit Korondi, Olga Tass
- Gemeinsame Normdatei: 1188573918
- Virtual International Authority File: 351156133224258430002